# Rally de Tierra Ciudad de Astorga
El Rally de Tierra Ciudad de Astorga es una prueba de rally organizada por la escudería ATK Motorsport desde 2017 en la localidad de Astorga (Castilla y León, España) y fue puntuable para el Campeonato de Tierra de Castilla y León y en 2019 para el Súper Campeonato de España de Rally y el Campeonato de España de Rally de Tierra.

## Historia
La primera edición se llevó a cabo el 15 y 16 de diciembre de 2017 y siendo preinscripción para el campeonato nacional de tierra. La lista de inscritos era de solo veinte equipos pero contaba con la participación del ruso Alexey Lukyanuk copilotado por el portugués Hugo Magalhães invitados por Suzuki Motorsport. Entre los españoles destacaban Sergio Vallejo, Daniel Alonso y Javier Pardo. A bordo de un Suzuki Swift N5 R+ Lukyanuk se impuso con claridad superando en la clasificación en más de cuatro minutos a Daniel Alonso segundo clasificado con un Ford Fiesta RS WRC. En tercera posición finalizó Félix Macías con Subaru Impreza STi N15. Sergio Vallejo que llevaba varios años sin competir sobre tierra fue quinto con un Peugeot 208 Proto de YaCar, mientras que Javier Pardo no tuvo tanta suerte y tuvo que abandonar en el primer tramo tras volcar el Škoda Fabia R5.
Al año siguiente el rally se disputó en el mes de junio de nuevo puntuable para el campeonato de Castilla y León y con un recorrido de 107 km cronometrados repartidos en otros tramos. Con una inscripción inferior a la treintena el boliviano Marco Bulacia se impuso con un Škoda Fabia R5 con casi seis minutos de diferencia sobre el segundo clasificado, Avelino Areces que participó con un peculiar Can-Am Maverick X3. La tercera plaza fue para Gorka Eizmendi con Ford Fiesta R5. Daniel Alonso que pilotaba un Ford Fiesta RS WRC abandonó en el último tramo cuando rodaba en tercera posición.
En 2019 la escudería ATK consiguió su objetivo de introducir la prueba en el calendario del Campeonato de España de Rally de Tierra y además también formó parte del recién creado Súper Campeonato de España de Rally. Esto provocó que la lista de inscritos superara los sesenta equipos.
En 2020 la organización cambió la prueba de lugar pasando de Astorga a León y bajo el nuevo nombre de Rally de Tierra Reino de León.

## Palmarés
| Año  | Edición                                | Piloto          | Copiloto                   | Automóvil       | Series          |
| ---- | -------------------------------------- | --------------- | -------------------------- | --------------- | --------------- |
| 2017 | 1.º Rallye de Tierra de Astorga        | Alexey Lukyanuk | Hugo Magalhães             | Suzuki Swift R+ | Castilla y León |
| 2018 | 2.º Rallye de Tierra Ciudad de Astorga | Marco Bulacia   | Fabián Cretu               | Škoda Fabia R5  | Castilla y León |
| 2019 | 3.º Rallye de Tierra Ciudad de Astorga | Xevi Pons       | Rodrigo Sanjuan de Eusebio | Škoda Fabia R5  | S-CER, CERT     |